# A. L. Barker
Audrey Lilian Barker, Pat pour les amis (13 avril 1918 - 21 février 2002), est une romancière et nouvelliste anglaise,.

## Biographie
Audrey Lilian Barker nait le 13 avril 1918 à St Paul's Cray, Kent, et elle grandit à Beckenham.
Son père, employé des chemins de fer, désapprouve la poursuite des études et l'envoie à seize ans travailler dans un atelier d'horlogerie.
Pendant la Seconde Guerre mondiale, elle s'engage dans l'armée et épouse un militaire. Ils divorceront car elle affirme qu'elle n'est pas faite pour le mariage : « J'étais beaucoup trop égoïste, je ne pouvais pas être dérangé. Je voulais juste continuer à écrire. C'était la chose principale de ma vie. » Elle s'intéresse à la littérature et consacre son temps libre à l'écriture. À la fin de la guerre, elle rejoint la rédaction d’Amalgamated Press et, en tant que lectrice, celle de Cresset Press. En 1949, elle rejoint la BBC où elle restera pendant près de trente ans (1949-1978) ; elle y a été sous son nom d'épouse Pat Bourne sous-rédactrice du Listener pendant cinq ans, jusqu'à sa retraite en 1978.
À la fin de la guerre, elle partagera une maison avec son amie de toujours, Dorothy McClelland, décédée à l'automne 2000. Leur routine domestique harmonieuse donne à Barker la liberté dont elle avait besoin. Elle écrivait chaque matin, assise à la table de la cuisine, jusqu'à ce que Dorothy entre pour préparer le déjeuner. Comme le montrent ses récits, elle était également une grande jardinière.
Elle n'a jamais écrit de best-sellers mais elle a bénéficié d'un lectorat fidèle et n'a jamais manqué d'être saluée par la critique. Au cours de sa vie, elle a publié dix recueils de nouvelles et onze romans, dont l'un — John Brown's Body — a été finaliste du prix Booker en 1970. Elle a également été lauréate du premier prix Somerset-Maugham en 1947 avec son recueil de nouvelles Innocents, ce qui lui permet de passer du temps en France et en Italie, décors utiles pour ses futures histoires et romans.
Elle est élue membre de la Royal Society of Literature en 1962.
Elle est, avant tout, une spécialiste de la nouvelle. Elle a maintenu une prose scrupuleuse dans laquelle elle accordait une attention particulière aux détails des relations humaines, aux interactions entre deux ou trois personnes et à la façon dont les relations se développent, surprenant parfois les protagonistes mêmes de ses histoires qui n'étaient pas conscients du destin qui les attendait. 
Rebecca West (1967) a fait l'éloge de The Middlight, affirmant qu'il s'agissait du « meilleur livre écrit par une femme à notre époque. » Auberon Waugh, en lisant pour la première fois l'une de ses œuvres (The Gooseboy, PEN Silver Macmillan Award), a déclaré : « Je ne sais rien de A.L. Barker, si ce n'est qu'elle écrit comme un ange et que je l'aime. » Et Robert Nye, à propos de l'ensemble de ses récits, a écrit : « [ce sont] des histoires soigneusement composées, comme des poèmes, qui s'attardent dans l'esprit. » 
A.L. Barker se considérait avant tout comme un écrivain de nouvelles, qu'elle appelait « des explosions dans le noir. » 
Elle est victime d'un AVC en 1998, ce qui nécessite son transfert dans une maison de retraite à Carshalton, dans le Surrey, où elle sera soignée jusqu'à sa mort le 21 février 2002.

### Romans
- Apology for a Hero (1950)
- A Case Examined (1965)
- The Middling (1967)
- John Brown's Body (1970)
- Source of Embarrassment (1974)
- A Heavy Feather (1978)
- Relative Successes (1984)
- The Gooseboy (1987)
- The Woman Who Talked to Herself (1989)
- Zeph (1992)
- The Haunt (1999)

### Recueils de nouvelles
- Innocents (1947)
- Novelette, with Other Stories (1951)
- The Joy-Ride and After (1963)
- Lost Upon the Roundabouts (1964)
- Femina Real (1971)
- Life Stories (1981)
- No World of Love (1985)
- Any Excuse for a Party (1991)
- Element of Doubt (1992)
- Seduction (1994)
- Submerged (2002)